# Andrena crawfordi
Andrena crawfordi is een vliesvleugelig insect uit de familie Andrenidae. De wetenschappelijke naam van de soort is voor het eerst geldig gepubliceerd in 1909 door Henry Lorenz Viereck.